# Mamma Mia! (film)
Mamma Mia! je filmová adaptace stejnojmenného divadelního muzikálu Mamma Mia! (1999) uvedená na plátna kin v roce 2008. Je založena na písních úspěšné švédské skupiny ABBA a dalších skladbách, které pro muzikál zkomponoval Benny Andersson. V roce 2018 vzniklo filmové pokračování s názvem Mamma Mia! Here We Go Again.

## Děj
Mladá dvacetiletá dívka Sophie (Amanda Seyfriedová), zjistí z deníku své matky Donny (Meryl Streep), že má hned tři adepty na otce a jelikož se blíží její svatba, tak pozve všechny tři. Jenže Donna samozřejmě nic netuší.
Sophie s Donnou vlastní hotýlek na řeckém ostrově, o který se celý život starají. Za Sophií přicestují dvě kamarádky, které jí jdou za družičky a za Donnou také dvě kamarádky z její dívčí kapely Donna a Dynama. Když dojedou z přístavu do hotelu, představí jim Donna Sophiina budoucího manžela, který je na ně milý a ochotně jim pomůže se zavazadly.
V tu samou dobu přijíždí na ostrov oni tři adepti na otce. Harry (Colin Firth), Bill (Stellan Skarsgård) a Sam (Pierce Brosnan). Sophie nechce, aby je matka viděla, a tak je podzemím zavede do jejich pokoje v kozím chlívku. Donna něco nese do seníku a nahoře něco zaslechne. Jde se podívat a tam je uvidí všechny tři. Nakonec se do chlívku propadne a všechny je pošle domů.
Donna si stěžuje svým kamarádkám, že na ostrově jsou všichni tři a ty se ji snaží utišit písněmi a jinými lumpárnami. Den před svatbou uspořádají Sophie rozlučku se svobodou, kde vystoupí jako Donna a Dynama. Na večírku si každý ze tří adeptů uvědomí, že je možná její otec a chtějí ji vést k oltáři. Donna na druhý den připraví Sophii na svatbu a vše další, co je potřeba. Ale jak to tak bývá, vše dopadne úplně jinak, než to mělo být. Donna si uvědomí, že bez lásky nemůže být a že celou tu dobu myslela na otce své dcery Sama. Sophie se na poslední chvíli rozhodne, že svatba nebude, ale Sam se odhodlá k nečekanému kroku – požádá Donnu o ruku. Donna je šťastná a hned řekne ano. Takže všichni nakonec nalezli svou lásku, dokonce i Donniny kamarádky. Každý z otců má třetinu Sophie. Kdo je její otec, se ale nezjistí.

## Obsazení
| Meryl Streep       | Donna Sheridan                                     |
| Amanda Seyfriedová | Sophie Sheridan                                    |
| Christine Baranski | Tanya Chesham-Leigh                                |
| Julie Waltersová   | Rosie Mulligan                                     |
| Pierce Brosnan     | Sam Carmichael                                     |
| Colin Firth        | Harry Bright                                       |
| Stellan Skarsgård  | Bill Anderson                                      |
| Dominic Cooper     | Sky Ramand, Sophiin snoubenec                      |
| Niall Buggy        | kněz                                               |
| Chris Jarvis       | Eddie, kamarád Skye                                |
| Philip Michael     | Pepper, kamarád Skye a barman, jemuž se líbí Tanya |
| Ashley Lilley      | Ali, Sophiina kamarádka a družička                 |
| Rachel McDowall    | Lisa, Sophiina kamarádka a družička                |
| Juan Pablo Di Pace | Petros, partner Harryho                            |
| Enzo Squillino     | Gregoris, zaměstnankyně Donny                      |
| Ricardo Montez     | Stavros                                            |
| Benny Andersson    | klavírista při písni „Dancing Queen“ (cameo)       |
| Spencer Kayden     | Agnes (cameo)                                      |
| Björn Ulvaeus      | řecký bůh (cameo)                                  |
| Rita Wilson        | řecká bohyně (cameo)                               |

## Filmové písně
Dne 7. července 2008 byl k filmu vydán soundtrack. Oproti divadelnímu muzikálu došlo k vynechání některých písní (např. „Under Attack“), píseň „When All is Said and Done“ byla naopak oproti muzikálu do filmu přidána. Některé písně ze soundtracku se nakonec ve filmu neobjevily, v seznamu jsou označeny:
1. „I Have a Dream“ – Sophie
2. „Honey, Honey“ – Sophie, Ali a Lisa
3. „Money, Money, Money“ – Donna, Tanya a Rosie
4. „Mamma Mia“ – Donna
5. „Chiquitita“ – Rosie, Tanya a Donna†
6. „Dancing Queen“ – Tanya, Rosie a Donna
7. „Our Last Summer“ – Harry, Bill, Sam, Sophie a Donna
8. „Lay All Your Love on Me“ – Sky a Sophie
9. „Super Trouper“ – Donna, Tanya a Rosie
10. „Gimme! Gimme! Gimme! (A Man After Midnight)“ – Sophie, Ali a Lisa
11. „Voulez-Vous“ – Donna, Sam, Tanya, Rosie, Harry, Bill, Sky, Ali, Lisa a Pepper
12. „The Name of the Game“ – Sophie‡
13. „SOS“ – Sam a Donna
14. „Does Your Mother Know“ – Tanya a Pepper
15. „Slipping Through My Fingers“ – Donna a Sophie
16. „The Winner Takes It All“ – Donna
17. „I Do, I Do, I Do, I Do, I Do“ – Sam a Donna†
18. „When All Is Said and Done“ – Sam a Donna
19. „Take a Chance on Me“ – Rosie, Bill, Tanya, Pepper a Harry
20. „Waterloo“ – Donna, Rosie, Tanya, Sam, Bill, Harry, Sky a Sophie†
21. „Thank You for the Music“ – Sophie§

Vysvětlivky:
- † Píseň se objevila ve filmu, ale ne na soundtracku.
- ‡ Píseň se objevila na soundtracku, ale ne ve filmu.
- § Píseň je na soundtracku jako tzv. skrytá skladba.